# Boluochia
Boluochia ist eine Gattung urtümlicher Vögel, deren Fossilien in Sedimentgesteinen der Jiufotang-Formation nahe der Stadt Chaoyang in der nordostchinesischen Provinz Liaoning gefunden wurden.
Boluochia zhengi lebte in der Unterkreide (oberes Aptium–unteres Albium) und gehörte der Gruppe Enantiornithes an, die zum Ende der Kreidezeit ausstarb.

## Etymologie
Der Gattungsname leitet sich ab vom Fundort, dem Dorf Boluochi 波羅赤 bei Chaoyang.

## Beschreibung
Boluochia zhengi wurde zum ersten Mal von Zhonghe Zhou im Jahr 1995 beschrieben.
Die einzige Art und Typusart ist ein unvollständiges Skelett, das unter der Nummer IVPP V9770 in Peking im Institut für Wirbeltierpaläontologie und Paläoanthropologie der Chinesischen Akademie der Wissenschaften aufbewahrt wird.
Boluochia ist durch einen Oberkiefer gekennzeichnet, der in einem zahnlosen Zwischenkieferbein endete, dessen nach unten gebogene Spitze an den Schnabel mancher Greifvögel erinnert. Dass die Mittelfußknochen (Metatarsalia) der Zehen II bis IV gleich lang sind und die Gelenkrollen (Trochleen), an denen die Zehen ansetzen, auf gleicher Höhe liegen, weist darauf hin, dass der Vogel Äste gut umgreifen konnte.
Weitere Merkmale des Hinterbeins sind für das Taxon charakteristisch: Die Gelenkrolle des zweiten Mittelfußknochen ist breiter als die der Strahlen III und IV; am äußeren Ende des Schienbeins ist der äußere Gelenkkörper beinahe genauso breit wie der innere, beide sind nur durch eine schmale Furche getrennt und der Vorderrand des inneren Gelenkkörpers ist von außen gesehen platt.

## Systematik
Manche Paläontologen betrachten Boluochia zhengi als eine verwandte Art von Cathayornis (auch Sinornis genannt) und von Eocathayornis – was jedoch nicht allgemein anerkannt wird, da die kladistische Stellung noch sehr unsicher ist. Michel Mortimer, Autor der „Theropod Database“ etwa sieht Boluochia ganz in der Nähe von Longipteryx angesiedelt.
Zhou Zhonghe und Zhang Fucheng weisen Boluochia einer eigenen Familie (Boluochidae) und Ordnung (Boluochiformes) innerhalb der Enantiornithes zu.